# اندی کلارک (بازیکن فوتبال)
اندی کلارک (انگلیسی: Andy Clarke; ۲۲ ژوئیهٔ ۱۹۶۷) بازیکن فوتبال اهل بریتانیا بود.
از باشگاه‌هایی که در آن بازی کرده‌است می‌توان به باشگاه فوتبال پیتربورو یونایتد، باشگاه فوتبال ویمبلدون، باشگاه فوتبال بارنت، باشگاه فوتبال پورت ویل، و باشگاه فوتبال نورث‌همپتون تاون اشاره کرد.